# Giải vô địch bóng đá châu Âu 2020 (Bảng B)
Bảng B của giải vô địch bóng đá châu Âu 2020 diễn ra từ ngày 12 đến ngày 21 tháng 6 năm 2021 ở sân vận động Parken của Copenhagen và sân vận động Krestovsky của Sankt-Peterburg. Bảng này bao gồm chủ nhà Đan Mạch, Phần Lan, Bỉ và chủ nhà Nga. Trận đấu giữa các đội chủ nhà được tổ chức tại sân vận động Parken ở Đan Mạch.

## Các đội tuyển
| Vị trí bốc thăm | Đội tuyển          | Nhóm | Tư cách của vòng loại | Ngày của vòng loại   | Tham dự chung kết | Tham dự cuối cùng | Thành tích tốt nhất lần trước | Bảng xếp hạng vòng loại Tháng 11 năm 2019 | Bảng xếp hạng FIFA Tháng 5 năm 2021 |
| --------------- | ------------------ | ---- | --------------------- | -------------------- | ----------------- | ----------------- | ----------------------------- | ----------------------------------------- | ----------------------------------- |
| B1              | Đan Mạch (chủ nhà) | 3    | Nhì bảng D            | 18 tháng 11 năm 2019 | 9 lần             | 2012              | Vô địch (1992)                | 15                                        | 10                                  |
| B2              | Phần Lan           | 4    | Nhì bảng J            | 15 tháng 11 năm 2019 | 1 lần             | —                 | Lần đầu                       | 20                                        | 54                                  |
| B3              | Bỉ                 | 1    | Nhất bảng I           | 10 tháng 10 năm 2019 | 6 lần             | 2016              | Á quân (1980)                 | 1                                         | 1                                   |
| B4              | Nga (chủ nhà)      | 2    | Nhì bảng I            | 13 tháng 10 năm 2019 | 12 lần            | 2016              | Vô địch (1960)                | 12                                        | 38                                  |

Ghi chú
1. ↑  Bảng xếp hạng tổng thể của vòng loại châu Âu từ tháng 11 năm 2019 đã được sử dụng để phân loại hạt giống cho lễ bốc thăm của vòng chung kết.
2. ↑  Từ năm 1960 đến năm 1988, Nga đã thi đấu với tư cách là Liên Xô và năm 1992 với tư cách là CIS.

## Bảng xếp hạng
| VT | Đội          | ST | T | H | B | BT | BB | HS | Đ | Giành quyền tham dự                 |
| -- | ------------ | -- | - | - | - | -- | -- | -- | - | ----------------------------------- |
| 1  | Bỉ           | 3  | 3 | 0 | 0 | 7  | 1  | +6 | 9 | Đi tiếp vào vòng đấu loại trực tiếp |
| 2  | Đan Mạch (H) | 3  | 1 | 0 | 2 | 5  | 4  | +1 | 3 | Đi tiếp vào vòng đấu loại trực tiếp |
| 3  | Phần Lan     | 3  | 1 | 0 | 2 | 1  | 3  | −2 | 3 |                                     |
| 4  | Nga (H)      | 3  | 1 | 0 | 2 | 2  | 7  | −5 | 3 |                                     |

1. 1 2 3  Bằng điểm đối đầu (3). Hiệu số bàn thắng bại đối đầu: Đan Mạch +2, Phần Lan 0, Nga –2.

Trong vòng 16 đội,
- Đội nhất bảng B, Bỉ, sẽ giành quyền thi đấu với đội xếp thứ ba của bảng F, Bồ Đào Nha.
- Đội nhì bảng B, Đan Mạch, sẽ giành quyền thi đấu với đội nhì bảng A, Wales.

## Các trận đấu

### Đan Mạch v Phần Lan
Trong phút thứ 43, trận đấu đã bị tạm dừng sau khi tiền vệ người Đan Mạch Christian Eriksen ngã gục trên sân. Eriksen đã được chuyển đến bệnh viện địa phương và đã ổn định trở lại. Trận đấu đã được tiếp tục lúc 20:30 với 4 phút cuối cùng của hiệp một trước thời gian nghỉ giữa hiệp 5 phút.
| Đan Mạch | 0–1      | Phần Lan         |
| -------- | -------- | ---------------- |
|          | Chi tiết | - Pohjanpalo 60' |

| Đan Mạch | Phần Lan |

| GK               | 1  | Kasper Schmeichel     |  |     |
| RB               | 18 | Daniel Wass           |  | 76' |
| CB               | 4  | Simon Kjær (c)        |  | 63' |
| CB               | 6  | Andreas Christensen   |  |     |
| LB               | 5  | Joakim Mæhle          |  |     |
| CM               | 10 | Christian Eriksen     |  | 43' |
| CM               | 23 | Pierre-Emile Højbjerg |  |     |
| CM               | 8  | Thomas Delaney        |  | 76' |
| RW               | 20 | Yussuf Poulsen        |  |     |
| CF               | 19 | Jonas Wind            |  | 63' |
| LW               | 9  | Martin Braithwaite    |  |     |
| Cầu thủ dự bị:   |    |                       |  |     |
| MF               | 24 | Mathias Jensen        |  | 43' |
| FW               | 11 | Andreas Skov Olsen    |  | 63' |
| DF               | 3  | Jannik Vestergaard    |  | 63' |
| DF               | 17 | Jens Stryger Larsen   |  | 76' |
| FW               | 21 | Andreas Cornelius     |  | 76' |
| Huấn luyện viên: |    |                       |  |     |
| Kasper Hjulmand  |    |                       |  |     |

| GK               | 1  | Lukáš Hrádecký       |     |     |
| CB               | 4  | Joona Toivio         |     |     |
| CB               | 2  | Paulus Arajuuri      |     |     |
| CB               | 3  | Daniel O'Shaughnessy |     |     |
| DM               | 14 | Tim Sparv (c)        | 51' | 76' |
| CM               | 8  | Robin Lod            | 4'  |     |
| CM               | 6  | Glen Kamara          |     |     |
| RW               | 22 | Jukka Raitala        |     | 90' |
| LW               | 18 | Jere Uronen          |     |     |
| CF               | 20 | Joel Pohjanpalo      |     | 84' |
| CF               | 10 | Teemu Pukki          |     | 76' |
| Cầu thủ dự bị:   |    |                      |     |     |
| MF               | 11 | Rasmus Schüller      |     | 76' |
| MF               | 19 | Joni Kauko           |     | 76' |
| FW               | 26 | Marcus Forss         |     | 84' |
| DF               | 5  | Leo Väisänen         |     | 90' |
| Huấn luyện viên: |    |                      |     |     |
| Markku Kanerva   |    |                      |     |     |

| Cầu thủ xuất sắc nhất trận: Christian Eriksen (Đan Mạch) Trợ lý trọng tài: Gary Beswick (Anh) Adam Nunn (Anh) Trọng tài thứ tư: Sandro Schärer (Thụy Sĩ) Trợ lý trọng tài dự bị: Stéphane De Almeida (Thụy Sĩ) Trọng tài VAR: Stuart Attwell (Anh) Các trợ lý trọng tài VAR: Chris Kavanagh (Anh) Filippo Meli (Ý) Marco Di Bello (Ý) |

### Bỉ v Nga
| Bỉ                              | 3–0      | Nga |
| ------------------------------- | -------- | --- |
| - Lukaku 10', 88' - Meunier 34' | Chi tiết |     |

| Bỉ | Nga |

| GK               | 1  | Thibaut Courtois   |  |     |
| CB               | 2  | Toby Alderweireld  |  |     |
| CB               | 4  | Dedryck Boyata     |  |     |
| CB               | 5  | Jan Vertonghen (c) |  | 76' |
| RM               | 21 | Timothy Castagne   |  | 27' |
| CM               | 19 | Leander Dendoncker |  |     |
| CM               | 8  | Youri Tielemans    |  |     |
| LM               | 16 | Thorgan Hazard     |  |     |
| RF               | 14 | Dries Mertens      |  | 72' |
| CF               | 9  | Romelu Lukaku      |  |     |
| LF               | 11 | Yannick Carrasco   |  | 77' |
| Cầu thủ dự bị:   |    |                    |  |     |
| DF               | 15 | Thomas Meunier     |  | 27' |
| MF               | 10 | Eden Hazard        |  | 72' |
| DF               | 3  | Thomas Vermaelen   |  | 76' |
| MF               | 26 | Dennis Praet       |  | 77' |
| Huấn luyện viên: |    |                    |  |     |
| Roberto Martínez |    |                    |  |     |

| GK                   | 1  | Anton Shunin         |  |     |     |
| RB                   | 2  | Mário Fernandes      |  |     |     |
| CB                   | 5  | Andrei Semyonov      |  |     |     |
| CB                   | 14 | Georgi Dzhikiya      |  |     |     |
| LB                   | 18 | Yuri Zhirkov         |  | 43' |     |
| CM                   | 7  | Magomed Ozdoyev      |  |     |     |
| CM                   | 8  | Dmitri Barinov       |  | 46' |     |
| RW                   | 11 | Roman Zobnin         |  | 63' |     |
| AM                   | 17 | Aleksandr Golovin    |  |     |     |
| LW                   | 23 | Daler Kuzyayev       |  | 29' |     |
| CF                   | 22 | Artem Dzyuba (c)     |  |     |     |
| Cầu thủ dự bị:       |    |                      |  |     |     |
| MF                   | 6  | Denis Cheryshev      |  | 29' | 63' |
| DF                   | 4  | Vyacheslav Karavayev |  | 43' |     |
| DF                   | 3  | Igor Diveyev         |  | 46' |     |
| MF                   | 26 | Maksim Mukhin        |  | 63' |     |
| FW                   | 15 | Aleksei Miranchuk    |  |     | 63' |
| Huấn luyện viên:     |    |                      |  |     |     |
| Stanislav Cherchesov |    |                      |  |     |     |

| Cầu thủ xuất sắc nhất trận: Romelu Lukaku (Bỉ) Trợ lý trọng tài: Pau Cebrián Devís (Tây Ban Nha) Roberto Díaz Pérez del Palomar (Tây Ban Nha) Trọng tài thứ tư: Fernando Rapallini (Argentina) Trợ lý trọng tài dự bị: Juan Pablo Belatti (Argentina) Trọng tài VAR: Alejandro Hernández Hernández (Tây Ban Nha) Các trợ lý trọng tài VAR: João Pinheiro (Bồ Đào Nha) Íñigo Prieto López de Cerain (Tây Ban Nha) Juan Martínez Munuera (Tây Ban Nha) |

### Phần Lan v Nga
| Phần Lan | 0–1      | Nga               |
| -------- | -------- | ----------------- |
|          | Chi tiết | - Miranchuk 45+2' |

| Phần Lan | Nga |

| TM                  | 1  | Lukáš Hrádecký       |     |     |
| HV                  | 4  | Joona Toivio         |     | 85' |
| HV                  | 2  | Paulus Arajuuri (c)  |     |     |
| HV                  | 3  | Daniel O'Shaughnessy | 90' |     |
| TV                  | 11 | Rasmus Schüller      |     | 67' |
| TV                  | 6  | Glen Kamara          | 22' |     |
| TV                  | 22 | Jukka Raitala        |     | 75' |
| TV                  | 8  | Robin Lod            |     |     |
| TV                  | 18 | Jere Uronen          |     |     |
| TĐ                  | 10 | Teemu Pukki          |     | 75' |
| TĐ                  | 20 | Joel Pohjanpalo      |     |     |
| Vào sân thay người: |    |                      |     |     |
| TV                  | 19 | Joni Kauko           |     | 67' |
| TV                  | 13 | Pyry Soiri           |     | 75' |
| TĐ                  | 21 | Lassi Lappalainen    |     | 75' |
| TV                  | 9  | Fredrik Jensen       |     | 85' |
| Huấn luyện viên:    |    |                      |     |     |
| Markku Kanerva      |    |                      |     |     |

| TM                   | 16 | Matvei Safonov       |     |     |
| HV                   | 2  | Mário Fernandes      |     | 26' |
| HV                   | 3  | Igor Diveev          |     |     |
| HV                   | 14 | Georgi Dzhikiya      | 88' |     |
| HV                   | 23 | Daler Kuzyayev       |     |     |
| TV                   | 11 | Roman Zobnin         |     |     |
| TV                   | 8  | Dmitri Barinov       | 27' |     |
| TV                   | 7  | Magomed Ozdoyev      | 34' | 61' |
| TĐ                   | 15 | Aleksei Miranchuk    |     | 85' |
| TĐ                   | 22 | Artem Dzyuba (c)     |     | 85' |
| TĐ                   | 17 | Aleksandr Golovin    |     |     |
| Vào sân thay người:  |    |                      |     |     |
| HV                   | 4  | Vyacheslav Karavayev |     | 26' |
| TV                   | 19 | Rifat Zhemaletdinov  |     | 61' |
| TĐ                   | 9  | Aleksandr Sobolev    |     | 85' |
| TV                   | 26 | Maksim Mukhin        |     | 85' |
| Huấn luyện viên:     |    |                      |     |     |
| Stanislav Cherchesov |    |                      |     |     |

| Cầu thủ xuất sắc nhất trận: Aleksei Miranchuk (Nga) Trợ lý trọng tài: Hessel Steegstra (Hà Lan) Jan de Vries (Hà Lan) Trọng tài thứ tư: István Kovács (România) Trợ lý trọng tài dự bị: Vasile Marinescu (România) Trọng tài VAR: Pol van Boekel (Hà Lan) Các trợ lý trọng tài VAR: Kevin Blom (Hà Lan) Benjamin Pagès (Pháp) Jérôme Brisard (Pháp) |

### Đan Mạch v Bỉ
| Đan Mạch     | 1–2      | Bỉ                              |
| ------------ | -------- | ------------------------------- |
| - Poulsen 2' | Chi tiết | - T. Hazard 55' - De Bruyne 70' |

| Đan Mạch | Bỉ |

| TM                  | 1  | Kasper Schmeichel     |     |     |
| HV                  | 6  | Andreas Christensen   |     |     |
| HV                  | 4  | Simon Kjær (c)        |     |     |
| HV                  | 3  | Jannik Vestergaard    |     | 84' |
| HV                  | 5  | Joakim Mæhle          |     |     |
| TV                  | 18 | Daniel Wass           | 59' | 61' |
| TV                  | 23 | Pierre-Emile Højbjerg |     |     |
| TV                  | 8  | Thomas Delaney        |     | 72' |
| TĐ                  | 20 | Yussuf Poulsen        |     | 61' |
| TĐ                  | 14 | Mikkel Damsgaard      | 69' | 72' |
| TĐ                  | 9  | Martin Braithwaite    |     |     |
| Vào sân thay người: |    |                       |     |     |
| TV                  | 15 | Christian Nørgaard    |     | 61' |
| HV                  | 17 | Jens Stryger Larsen   |     | 61' |
| TĐ                  | 21 | Andreas Cornelius     |     | 72' |
| TV                  | 24 | Mathias Jensen        | 82' | 72' |
| TĐ                  | 11 | Andreas Skov Olsen    |     | 84' |
| Huấn luyện viên:    |    |                       |     |     |
| Kasper Hjulmand     |    |                       |     |     |

| TM                  | 1  | Thibaut Courtois   |       |       |
| HV                  | 2  | Toby Alderweireld  |       |       |
| HV                  | 18 | Jason Denayer      |       |       |
| HV                  | 5  | Jan Vertonghen (c) |       |       |
| TV                  | 15 | Thomas Meunier     |       |       |
| TV                  | 8  | Youri Tielemans    |       |       |
| TV                  | 19 | Leander Dendoncker |       | 59'   |
| TV                  | 16 | Thorgan Hazard     | 90+4' | 90+4' |
| TĐ                  | 14 | Dries Mertens      |       | 46'   |
| TĐ                  | 9  | Romelu Lukaku      |       |       |
| TĐ                  | 11 | Yannick Carrasco   |       | 59'   |
| Vào sân thay người: |    |                    |       |       |
| TV                  | 7  | Kevin De Bruyne    |       | 46'   |
| TV                  | 10 | Eden Hazard        |       | 59'   |
| TV                  | 6  | Axel Witsel        |       | 59'   |
| HV                  | 3  | Thomas Vermaelen   |       | 90+4' |
| Huấn luyện viên:    |    |                    |       |       |
| Roberto Martínez    |    |                    |       |       |

| Cầu thủ xuất sắc nhất trận: Romelu Lukaku (Bỉ) Trợ lý trọng tài: Sander van Roekel (Hà Lan) Erwin Zeinstra (Hà Lan) Trọng tài thứ tư: Andreas Ekberg (Thụy Điển) Trợ lý trọng tài dự bị: Mehmet Culum (Thụy Điển) Trọng tài VAR: Pol van Boekel (Hà Lan) Các trợ lý trọng tài VAR: Kevin Blom (Hà Lan) Benjamin Pagès (Pháp) François Letexier (Pháp) |

### Nga v Đan Mạch
| Nga                | 1–4      | Đan Mạch                                                    |
| ------------------ | -------- | ----------------------------------------------------------- |
| Dzyuba 70' (ph.đ.) | Chi tiết | - Damsgaard 38' - Poulsen 59' - Christensen 79' - Mæhle 82' |

| Nga | Đan Mạch |

| GK                   | 16 | Matvei Safonov       |     |     |
| CB                   | 3  | Igor Diveyev         | 75' |     |
| CB                   | 14 | Georgi Dzhikiya      |     |     |
| CB                   | 13 | Fyodor Kudryashov    | 28' | 67' |
| RWB                  | 2  | Mário Fernandes      |     |     |
| LWB                  | 23 | Daler Kuzyayev       |     | 67' |
| CM                   | 7  | Magomed Ozdoyev      |     | 61' |
| CM                   | 11 | Roman Zobnin         |     |     |
| RW                   | 15 | Aleksei Miranchuk    |     | 61' |
| LW                   | 17 | Aleksandr Golovin    |     |     |
| CF                   | 22 | Artem Dzyuba (c)     |     |     |
| Vào sân thay người:  |    |                      |     |     |
| FW                   | 9  | Aleksandr Sobolev    |     | 61' |
| MF                   | 19 | Rifat Zhemaletdinov  |     | 61' |
| MF                   | 26 | Maksim Mukhin        |     | 67' |
| DF                   | 4  | Vyacheslav Karavayev |     | 67' |
| Huấn luyện viên:     |    |                      |     |     |
| Stanislav Cherchesov |    |                      |     |     |

| GK                  | 1  | Kasper Schmeichel     |     |     |
| CB                  | 6  | Andreas Christensen   |     |     |
| CB                  | 4  | Simon Kjær (c)        |     |     |
| CB                  | 3  | Jannik Vestergaard    |     |     |
| RM                  | 18 | Daniel Wass           |     | 60' |
| CM                  | 23 | Pierre-Emile Højbjerg |     |     |
| CM                  | 8  | Thomas Delaney        | 57' | 85' |
| LM                  | 5  | Joakim Mæhle          |     |     |
| RF                  | 9  | Martin Braithwaite    |     | 85' |
| CF                  | 20 | Yussuf Poulsen        |     | 60' |
| LF                  | 14 | Mikkel Damsgaard      |     | 72' |
| Vào sân thay người: |    |                       |     |     |
| DF                  | 17 | Jens Stryger Larsen   |     | 60' |
| FW                  | 12 | Kasper Dolberg        |     | 60' |
| MF                  | 15 | Christian Nørgaard    |     | 72' |
| FW                  | 21 | Andreas Cornelius     |     | 85' |
| MF                  | 24 | Mathias Jensen        |     | 85' |
| Huấn luyện viên:    |    |                       |     |     |
| Kasper Hjulmand     |    |                       |     |     |

| Cầu thủ xuất sắc nhất trận: Andreas Christensen (Đan Mạch) Trợ lý trọng tài: Nicolas Danos (Pháp) Cyril Gringore (Pháp) Trọng tài thứ tư: Sandro Schärer (Thụy Sĩ) Trợ lý trọng tài dự bị: Stéphane De Almeida (Thụy Sĩ) Trọng tài VAR: François Letexier (Pháp) Các trợ lý trọng tài VAR: Jérôme Brisard (Pháp) Benjamin Pagès (Pháp) Alejandro Hernández Hernández (Tây Ban Nha) |

### Phần Lan v Bỉ
| Phần Lan | 0–2      | Bỉ                                 |
| -------- | -------- | ---------------------------------- |
|          | Chi tiết | - Hrádecký 74' (l.n.) - Lukaku 81' |

| Phần Lan | Bỉ |

| GK                  | 1  | Lukáš Hrádecký       |  |       |
| CB                  | 4  | Joona Toivio         |  |       |
| CB                  | 2  | Paulus Arajuuri      |  |       |
| CB                  | 3  | Daniel O'Shaughnessy |  |       |
| RWB                 | 22 | Jukka Raitala        |  |       |
| LWB                 | 18 | Jere Uronen          |  | 70'   |
| CM                  | 8  | Robin Lod            |  | 90+1' |
| CM                  | 14 | Tim Sparv (c)        |  | 59'   |
| CM                  | 6  | Glen Kamara          |  |       |
| CF                  | 20 | Joel Pohjanpalo      |  | 70'   |
| CF                  | 10 | Teemu Pukki          |  | 90+1' |
| Vào sân thay người: |    |                      |  |       |
| MF                  | 11 | Rasmus Schüller      |  | 59'   |
| MF                  | 19 | Joni Kauko           |  | 70'   |
| MF                  | 17 | Nikolai Alho         |  | 70'   |
| FW                  | 26 | Marcus Forss         |  | 90+1' |
| MF                  | 9  | Fredrik Jensen       |  | 90+1' |
| Huấn luyện viên:    |    |                      |  |       |
| Markku Kanerva      |    |                      |  |       |

| GK                  | 1  | Thibaut Courtois  |  |       |
| CB                  | 4  | Dedryck Boyata    |  |       |
| CB                  | 18 | Jason Denayer     |  |       |
| CB                  | 3  | Thomas Vermaelen  |  |       |
| RM                  | 24 | Leandro Trossard  |  | 75'   |
| CM                  | 7  | Kevin De Bruyne   |  | 90+1' |
| CM                  | 6  | Axel Witsel       |  |       |
| LM                  | 22 | Nacer Chadli      |  |       |
| RF                  | 25 | Jérémy Doku       |  | 75'   |
| CF                  | 9  | Romelu Lukaku     |  | 84'   |
| LF                  | 10 | Eden Hazard (c)   |  |       |
| Vào sân thay người: |    |                   |  |       |
| DF                  | 15 | Thomas Meunier    |  | 75'   |
| FW                  | 23 | Michy Batshuayi   |  | 75'   |
| FW                  | 20 | Christian Benteke |  | 84'   |
| MF                  | 17 | Hans Vanaken      |  | 90+1' |
| Huấn luyện viên:    |    |                   |  |       |
| Roberto Martínez    |    |                   |  |       |

| Trợ lý trọng tài: Mark Borsch (Đức) Stefan Lupp (Đức) Trọng tài thứ tư: Davide Massa (Ý) Trợ lý trọng tài dự bị: Stefano Alassio (Ý) Trọng tài VAR: Marco Fritz (Đức) Các trợ lý trọng tài VAR: Christian Dingert (Đức) Christian Gittelmann (Đức) Kevin Blom (Hà Lan) |

## Kỷ luật
Điểm đoạt giải phong cách được sử dụng như một tiêu chí nếu đối đầu và kỷ lục tổng thể của các đội tuyển được cân bằng (và nếu một loạt sút luân lưu không được áp dụng như một tiêu chí). Chúng được tính dựa trên các thẻ vàng và thẻ đỏ nhận được trong tất cả các trận đấu của bảng như sau:
- thẻ vàng = 1 điểm
- thẻ đỏ do hai thẻ vàng = 3 điểm
- thẻ đỏ trực tiếp = 3 điểm
- thẻ vàng tiếp theo là thẻ đỏ trực tiếp = 4 điểm

Chỉ có một trong các khoản khấu trừ trên được áp dụng cho một cầu thủ trong một trận đấu.
| Đội tuyển | Trận 1   | Trận 1                                    | Trận 1 | Trận 1            | Trận 2   | Trận 2                                    | Trận 2 | Trận 2            | Trận 3   | Trận 3                                    | Trận 3 | Trận 3            | Điểm |
| Đội tuyển | Thẻ vàng | Thẻ vàng · Thẻ vàng-đỏ (thẻ đỏ gián tiếp) | Thẻ đỏ | Thẻ vàng · Thẻ đỏ | Thẻ vàng | Thẻ vàng · Thẻ vàng-đỏ (thẻ đỏ gián tiếp) | Thẻ đỏ | Thẻ vàng · Thẻ đỏ | Thẻ vàng | Thẻ vàng · Thẻ vàng-đỏ (thẻ đỏ gián tiếp) | Thẻ đỏ | Thẻ vàng · Thẻ đỏ | Điểm |
| --------- | -------- | ----------------------------------------- | ------ | ----------------- | -------- | ----------------------------------------- | ------ | ----------------- | -------- | ----------------------------------------- | ------ | ----------------- | ---- |
| Bỉ        |          |                                           |        |                   | 1        |                                           |        |                   |          |                                           |        |                   | −1   |
| Đan Mạch  |          |                                           |        |                   | 3        |                                           |        |                   | 1        |                                           |        |                   | −4   |
| Phần Lan  | 2        |                                           |        |                   | 2        |                                           |        |                   |          |                                           |        |                   | −4   |
| Nga       |          |                                           |        |                   | 3        |                                           |        |                   | 2        |                                           |        |                   | −5   |